# How It Should Have Ended
A How It Should Have Ended (Hogyan kellett volna végződnie, más néven HISHE) egy animációs websorozat, ami híres filmeket parodizál ki és azt dolgozza fel, miképp kellett volna végződnie. A sorozatot a YouTube-on publikálják és a csatornának mára több, mint 5 millió követője van.

## Történet
A How It Should Have Ended-et Daniel Baxter és Tommy Watson találta ki 2005 júliusában. Akkor készült el első animációjuk is, a How Matrix Revolutions Should Have Ended (Hogyan kellett volna végződnie a Mátrix - Forradalmaknak). Egy évvel később elnyerte a "legjobb internetes paródia" díjat, melyet a "Hogyan kellett volna végződnie a Superman-nek" köszönhet.